# Stewart Memorial Fountain

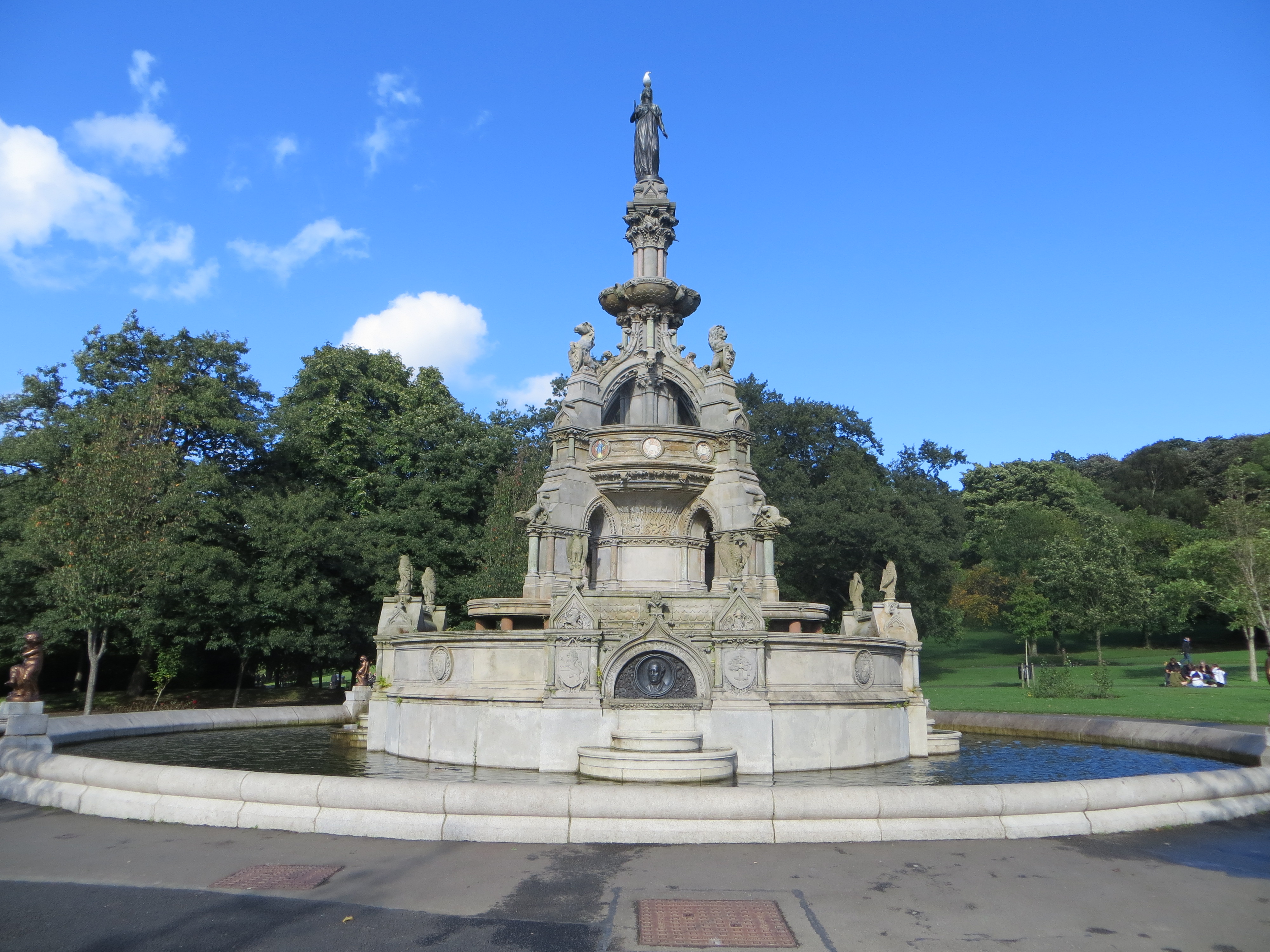
Stewart Memorial Fountain

Der Stewart Memorial Fountain ist ein Brunnen in der schottischen Stadt Glasgow. 1970 wurde das Bauwerk in die schottischen Denkmallisten in der höchsten Denkmalkategorie A aufgenommen.

## Geschichte
Robert Stewart, der ehemalige Lord Provost Glasgows, verstarb im Jahre 1866. Zur Anerkennung seiner Dienste für die Stadt beschloss man ihm ein Denkmal zu widmen. Stewart war ebenfalls ein Hauptakteur bei der Einrichtung des fortschrittlichen und aufwändigen Versorgungssystems, das die Stadt seit 1860 mit Wasser versorgte. Auch für diese Leistung war ein Denkmal angedacht. Schließlich wurde der Beschluss gefasst, die Vorhaben beider Denkmäler in einem Brunnen zu vereinen. Im Sommer 1870 reichten 75 Architekten Entwürfe für den Brunnenbau ein. Man entschied sich für den Entwurf James Sellars’, der 1872 umgesetzt wurde.

## Beschreibung
Der Stewart Memorial Fountain steht am Südrand des Kelvingrove Parks. Der neogotische Sandsteinbrunnen mit Marmor- und Majolikadetails ist reich ornamentiert. Für die skulpturale Ausgestaltung zeichnet der Bildhauer John Mossman verantwortlich. Die Bronzeskulpturen wurden bei H. Pringle & Co gegossen. Der Brunnen ist in drei sich nach oben verjüngende Ebenen gegliedert. Die unterste Ebene aus grauem Granit ist mit Ädikulä mit Marmorsäulen und reich ornamentierten Tympana gestaltet. Dazwischen sind halbrunde Bronzetafeln mit geschwungenen Bekrönungen eingelassen. Zwei der Tafeln zeigen Reliefe Stewarts, eine zeigt den Loch Katrine (ein bedeutendes Reservoir der Glasgower Wasserversorgung) und eine zeigt eine Darstellung der Lady of the Lake (nach einem am Loch Katrine angesiedelten Gedicht Walter Scotts). 
Auf der Basis sitzt ein Strebewerk mit aufsitzenden Löwenskulpturen. Dazwischen läuft ein Band von Keramiktafeln mit den zwölf Sternzeichen um. Das Strebewerk verjüngt sich zu einer Säule, auf der eine gewandete Frauenskulptur ruht.